# Мистерхорст
Мистерхорст (њем. Miesterhorst) општина је у њемачкој савезној држави Саксонија-Анхалт. Једно је од 40 општинских средишта округа Алтмарк Салцведел. Према процјени из 2010. у општини је живјело 704 становника. Посједује регионалну шифру (AGS) 15081360.

## Географски и демографски подаци
Мистерхорст се налази у савезној држави Саксонија-Анхалт у округу Алтмарк Салцведел. Општина се налази на надморској висини од 57 метара. Површина општине износи 22,6 km². У самом мјесту је, према процјени из 2010. године, живјело 704 становника. Просјечна густина становништва износи 31 становника/km².